# Ozero Manets
Ozero Manets (ryska: Озеро Манец) är en sjö i Belarus.   Den ligger i voblasten Vitsebsks voblast, i den norra delen av landet, 110 km nordost om huvudstaden Minsk. Ozero Manets ligger 157 meter över havet. Arean är 1,0 kvadratkilometer. Den ligger vid sjön Vozera Plaŭna. Den sträcker sig 1,9 kilometer i nord-sydlig riktning, och 1,4 kilometer i öst-västlig riktning.
I omgivningarna runt Ozero Manets växer i huvudsak blandskog. Runt Ozero Manets är det ganska glesbefolkat, med 22 invånare per kvadratkilometer.